# Die Bergretter/Staffel 2
Die zweite Staffel der Fernsehserie Die Bergretter  (bis 2010 Die Bergwacht) des ZDF und ORF umfasst zwölf 45-minütige Episoden. Die Staffelpremiere der deutsch-österreichischen Koproduktion war am Donnerstag, dem 7. Oktober 2010 im ZDF. Das Staffelfinale wurde am 23. Dezember gesendet. In Österreich erschien die Staffel bei ORF 2. Gedreht wurden die Folgen vom 11. Mai bis zum  30. Oktober 2010 in Ramsau am Dachstein, im Dachsteingebirge und Umgebung.

## Handlungszusammenfassung
Sarah Kraus überlebt den Unfall ohne schlimme Folgen und erholt sich anschließend bei den Marthalers. Andreas Marthalers hat ihr versprochen, dass sie, sobald Emilie Hofer die Angelegenheit mit dem Hof geklärt hat, endlich, wie sie es schon vor dem verhängnisvollen Absturz von Stefan Hofer vor hatten, nach Arizona aufbrechen werden. Als die Abreise unmittelbar bevorsteht, muss Sarah aufgrund vieler Begebenheiten in der Vergangenheit, die bis heute andauern, schmerzhaft erkennen, dass es mehr ihr Wunsch, als der von Andreas ist, nach Amerika zu gehen. Sie glaubt, er werde niemals ganz nur bei ihr sein und beendet daraufhin die Beziehung. Verschiedene Umstände führen dazu, dass Sarah zurück nach Ramsau am Dachstein kommt und als eine von drei gleichberechtigten Geschäftsführerinnen im Hotel von Peter Herbrechter arbeitet. Ihr Vater, ein vermögender Geschäftsmann, ist in das Hotel, das in Schieflage geraten war, eingestiegen. Zwischen Emilie und Andreas war es nach Sarahs Weggang zwar zu Zärtlichkeiten gekommen, jedoch war und ist Andreas sich nicht sicher, was er überhaupt will. Gerade als seine Tour auf den K2 finanziell gesichert ist und kurz bevorsteht, verletzt er sich bei der Rettung eines Kindes erheblich, was neben einem Krankenhausaufenthalt auch längere Reha-Maßnahmen erfordert.

## Episodenliste
| Nr. (ges.) | Nr. (St.) | Erstausstrahlung  | Titel                  | Regie         | Kamera                | Drehbuch                       | Musik                                     | Schnitt         |
| --- | --------- | ----------------- | ---------------------- | ------------- | --------------------- | ------------------------------ | ----------------------------------------- | --------------- |
| 5 | 1         | 07. Oktober 2010  | Falsches Spiel         | Axel de Roche | Johannes Kirchlechner | Jens Maria Merz                | Eike Hosenfeld, Moritz Denis, Tim Stanzel | Uli Schön       |
| Andreas Marthaler sorgt sich um seine bei einem Autounfall schwer verletzte Freundin Sarah. Die behandelnden Ärzte sind sich nicht sicher, ob sie wieder aus dem Koma erwachen wird. Andreas macht sich selbst zum Vorwurf, dass er nicht unschuldig an Sarahs Unfall ist, da sie in Unfrieden auseinandergegangen sind. Auf dem Hof von Stefan, Andreas bestem tödlich verunglückten Freund, weiß dessen Frau Emilie nicht, wie sie die finanziellen Schwierigkeiten, in denen sie steckt, bewältigen soll. Die Bank droht ihr mit einer Zwangsversteigerung des Hofes, sollte Emilie nicht binnen sechs Wochen 200.000 Euro auftreiben können. Hotelier und Bürgermeister Herbrechter sind die Schwierigkeiten der jungen Frau ganz recht, möchte er doch auf Emilies Grundstück eine Seilbahnstation errichten, wodurch der Wert des Hofes enorm in die Höhe steigen würde. Da Herbrechters Vorhaben streng geheim bleiben soll, hat er seinen alten Freund Karsten Meyer damit beauftragt, Messungen, angeblich für eine neue Wetterstation, in einer Steilwand durchzuführen. Sein Sohn Tobias soll Meyer dabei unterstützen. Zwar ist dieser irritiert, da solche Messungen für eine Wetterstation eigentlich gar nicht nötig sind, folgt aber gezwungenermaßen dem Auftrag seines Vaters. Als Meyers durch eigene Unachtsamkeit abstürzt, da er seinem zuvor in die Tiefe gestürztem Rucksack hinterher will, und auf einem Felsvorsprung bewusstlos liegenbleibt, kann Tobias ihn nicht allein bergen, sodass er seine Bergwachtkollegen Andreas, Bea, Toni und Michael über Funk um Hilfe bittet. Obwohl die Wetterprognose schlecht ist, was sich unterwegs bewahrheitet, erreichen die vier die Unglücksstelle. Die Situation dort verschärft sich zusätzlich, da Meyer, der Diabetiker ist, zu kollabieren droht. Sein Rucksack mit dem rettenden Insulin liegt aber in 200 m Tiefe. Trotz des heftigen Unwetters entscheidet Andreas sich, sich gemeinsam mit Tobias abzuseilen, um den Rucksack zu holen. Während der Aktion verletzt Tobias sich am Arm. Am anderen Morgen hat das Wetter sich beruhigt und Michael holt seine Kollegen und Karsten Meyer mit dem Hubschrauber vom Berg. Im Krankenhaus eilt Andreas ans Bett von Sarah, wenn alles gut geht, müsste sie in Kürze aus dem Koma aufwachen. Gastdarsteller: Siemen Rühaak als Berger, Isabel Tuengerthal als Marion Dörfler, Timothy Peach als Karsten Meyer, Eva Maria Gintsberg als Dr. Theissen |           |                   |                        |               |                       |                                |                                           |                 |
| 6 | 2         | 14. Oktober 2010  | Hoffnungsschimmer      | Axel de Roche | Johannes Kirchlechner | Stefani Straka                 | Eike Hosenfeld, Moritz Denis, Tim Stanzel | Uli Schön       |
| Andreas Marthaler hat allen Grund, glücklich zu sein, seine Freundin Sarah ist aus dem Koma erwacht und hat sich außer einem Bänderriss und kleineren Blessuren keine weiteren Verletzungen bei dem schweren Unfall zugezogen. In der Pension Marthaler soll Sarah sich nun erst einmal erholen. Tobias hingegen, der hinter das falsche Spiel seines Vaters gekommen ist, macht diesem schwere Vorwürfe. Er kann nicht verstehen, dass der alte Herbrechter Emilies schwierige Situation so kaltherzig ausnutzen will. Peter Herbrechter meint jedoch, der Hof werde so oder so versteigert, warum solle dann nicht er den Zuschlag erhalten. Die Männer der Bergwacht bekommen es indes mit Vera Bierwirth aus der örtlichen Schreinerei zu tun, deren Mann Hannes nach einem ehelichen Streit allein zu einer Klettertour aufgebrochen ist. Das Rettungsteam sichtet ein abgerissenes Kletterseil, einen zerschellten Helm sowie Stofffetzen und Blutflecken, was nichts Gutes erahnen lässt. Dass man niemanden findet, kommt Andreas seltsam vor, schon die so offensichtlich präsentierten Fundstücke verursachten Magengrummeln bei ihm. Wie sich herausstellt, war diese Skepsis berechtigt, denn tatsächlich hat Veras Mann einen Unfall nur vorgetäuscht und spaziert am Gletscher herum. Dann jedoch rutscht er aus und einen Teil des Gletschers hinunter und verletzt sich an Kopf und Fuß. Als er versucht trotzdem weiterzugehen, rutscht er in eine Gletscherspalte ab. Es gelingt ihm, an sein Handy zu kommen und seine Frau anzurufen. Sie hat nun die Aufgabe, Hannes, der nicht weiß, wo genau er sich befindet, am Telefon wachzuhalten, bis das Rettungsteam bei ihm ist. Während des Gesprächs kristallisiert sich auch heraus, dass Hannes das alles nur arrangiert hatte, um seine Frau in die Lage zu versetzen, mit dem Geld aus einer Lebensversicherung die auf dem Familienbetrieb lastenden Schulden zu begleichen. Gastdarsteller: Katja Studt als Vera Bierwirth, Felix Eitner als Hannes Bierwirth, Peter Mitterrutzner als August Bichlmaier, Eva Maria Gintsberg als Dr. Theissen |           |                   |                        |               |                       |                                |                                           |                 |
| 7 | 3         | 21. Oktober 2010  | Verzweiflungstat       | Axel de Roche | Johannes Kirchlechner | Jens Maria Merz, Alex Schmidt  | Eike Hosenfeld, Moritz Denis, Tim Stanzel | Uli Schön       |
| Andreas Marthaler, der gerade einen Klettersteig überholt hat, trifft auf ein Pärchen, das augenscheinlich Probleme hat. Da seine Frage, ob er helfen könne, verneint wird, geht er weiter, wenn auch mit einem etwas mulmigen Gefühl. Nur wenig später wird ein Mann gesichtet, der bewegungslos in einer Schlucht liegt. Es scheint, als sei der Mann, der bewusstlos ist, nicht allein unterwegs gewesen. Während Emilie auf dem Hof auf der Suche nach den verschwundenen 200.000 Euro auf einem Zettel eine mysteriöse Zahlenkombination entdeckt, findet Andreas das Foto einer Frau mit der Widmung „In Liebe“ auf der Rückseite. Es sieht so aus, als habe Stefan ein Verhältnis gehabt. Zahlenkombination und Foto führen zu Theresa Prechtl, die mit ihrem Mann einen Gasthof betreibt. Von Andreas auf das Geld angesprochen reagiert sie ausgesprochen sauer und entzieht sich ihm. Sorgen hat auch Bürgermeister Herbrechter, da die Investoren seines Seilbahnprojekts Druck machen und damit drohen, bereits geflossene Gelder zurückzuverlangen. Sarahs Genesung hingegen macht gute Fortschritte, sie langweilt sich jedoch, da Andreas viel unterwegs ist. Andreas will dem Geheimnis des Ringes auf die Spur kommen, der aus seiner Jackentasche gefallen ist. Als er bei dem Mann, den die Bergretter bewusstlos aufgefunden und ins Krankenhaus gebracht haben, einen Ring findet, der das Gegenstück zu dem von ihm gefundenen bildet, ist ihm klar, dass er von der Frau stammen muss, die ihm ein ungutes Gefühl vermittelt hatte. Es stellt sich heraus, dass sie von ihrem ehemaligen Freund Marc gekidnappt wurde, nachdem ihr Verlobter, der jetzt im Krankenhaus liegt, abgestürzt war. Nach einer Hetzjagd durch den Wald und einer dramatischen Rettungsaktion auf einer Brücke, kann Marc abgeführt werden, während Sabine sich herzlich bei Andreas bedankt. Gastdarsteller: Rike Schmid als Sabine, Uwe Bohm als Marc, Isabel Tuengerthal als Marion Dörfler, Alexa Wiegandt als Bankangestellte, Siemen Rühaak als Berger, Angela Ascher als Theresa Prechtl |           |                   |                        |               |                       |                                |                                           |                 |
| 8 | 4         | 28. Oktober 2010  | Falsche Fährte         | Axel de Roche | Johannes Kirchlechner | Jens Maria Merz                | Eike Hosenfeld, Moritz Denis, Tim Stanzel | Uli Schön       |
| Andreas Marthaler hat sich endlich einmal Zeit für seine Freundin Sarah genommen. Ihr romantischer Ausflug wird jedoch jäh von Anne, der 16-jährigen Tochter seines Bergwacht-Kollegen Michael unterbrochen, die Andreas ziemlich aufgelöst erzählt, dass ihr Freund Max ohne Sicherung eine steile Wand hochgeklettert sei und nun abzustürzen drohe. Für Andreas ist es keine große Aktion, dem Jungen zu helfen. Andreas erfährt, dass sie zusammen mit ihrem Freund und dessen Freund Tim ein Spiel namens Geocaching gespielt habe, eine moderne Art von Schnitzeljagd, bei der man anhand von GPS-Koordinaten ein Ziel anvisiere. Die Bankangestellte Schallauf bestätigt Andreas, das sein Freund Stefan bis kurz vor seinem Tod monatlich 200 Euro auf das Konto von Theresa Prechtl überwiesen habe. Später begibt sich Theresa zu Emilie und erzählt ihr von ihrem Verhältnis mit Stefan. Mit den verschwundenen 200.000 Euro habe sie aber nichts zu tun. Emilie will wissen, wieso Stefan ihr monatlich 200 Euro überwiesen habe, Theresa öffnet die Autotür zeigt auf einen kleinen Jungen und meint, das sei der Grund. Andreas und die Bergretter bekommen es erneut mit Anne zu tun, die über Nacht nicht nach Hause gekommen ist. Ihre Eltern Michael und Marion Dörfler und sorgen sich sehr. Es stellt sich heraus, dass Max die Koordinaten, die Tim hinterlegt hatte, fingiert und – ohne sich dessen bewusst zu sein – eine gefährliche neue Spur gelegt hat, die direkt in eine gefährliche Schlucht führt. Er selbst stürzt dort ab und als Anne später eintrifft und ihn in der Tiefe liegen sieht und ihm helfen will, ebenfalls. Max ist schwer verletzt, Anne nur geringfügig. Andreas und die anderen treffen rechtzeitig ein, um Schlimmeres zu verhindern. Michael und seine Kollegin Bea verbindet schon seit längerem ein Liebesverhältnis. Immer wieder hat er ihr versichert, dass er mit seiner Frau Marion reden werde, ohne dass etwas geschehen ist. Als Bea die Familie in dieser heiklen Situation vor sich sieht, zieht sie die Konsequenzen und ist entschlossen, ihre Arbeit bei der Bergwacht zu beenden. Gastdarsteller: Angela Ascher als Theresa Prechtl, Jonathan Beck als Max, Lisa Reuter als Anne Dörfler, Bela Klentze als Tim, Isabel Tuengerthal als Marion Dörfler, Alexa Wiegandt als Bankangestellte, Manfred Sakrözi als Hartmut Prechtl |           |                   |                        |               |                       |                                |                                           |                 |
| 9 | 5         | 04. November 2010 | Freundschaftsdienst    | Axel de Roche | Johannes Kirchlechner | Jens Maria Merz                | Eike Hosenfeld, Moritz Denis, Tim Stanzel | Uli Schön       |
| Andreas Marthaler erhält überraschend Besuch von seinem Freund Sebastian Fechner, mit dem zusammen er schon den Nanga Parbat bezwungen hat. Er möchte mit Andreas unbedingt eine noch unbezwungene Route auf den Dachstein bewältigen, an der beide in der Vergangenheit schon einmal gescheitert sind. Diese Route würde dann ihren Namen tragen. Als Andreas meint, in diesem Jahr habe er keine Zeit, aber nächsten Sommer würden sie das zusammen machen, gesteht Sebastian ihm, dass er einen Gehirntumor und nur noch wenige Monate zu leben habe. Von Sebastians Frau Julia, die ihrem Mann nachgefahren ist, erfährt Andreas, dass Sebastian durchaus eine Chance habe, den Tumor zu besiegen, wenn er sich einer Chemotherapie unterziehen würde. Das sei auch der Grund, warum sie sich zerstritten hätten, da Sebastian eine solche Behandlung rundweg ablehne. Andreas will Sebastian mit seiner Weigerung, die Tour dieses Jahr mit ihm zu machen, sondern sie im nächsten Jahr in Angriff zu nehmen, dazu bringen, sich einer Chemotherapie zu unterziehen, erreicht jedoch genau das Gegenteil. Sebastian macht sich allein auf, den Dachstein auf dieser gefährlichen Route, und noch dazu ungesichert, zu bewältigen. Da Andreas ihn hat wegfahren sehen, ahnt er schon etwas und folgt seinem Freund die steile Wand hinauf. Bevor er weiterklettert, alarmiert Andreas seine Freunde von der Bergwacht. Kaum hat Andreas seinen Freund erreicht und der ihm versprochen, sich doch der Therapie zu unterziehen, rutscht Sebastian, der inzwischen von Andreas am Seil gesichert wurde, ab und reißt auch Andreas mit, sodass beide am Seil hängen, dass die Männer jedoch nur eine gewisse Zeit tragen wird. Mit der Bemerkung, nun seien sie quitt, da Andreas bereits einmal Sebastians Leben gerettet hatte, durchtrennt der Freund mit einem Messer das Seil und stürzt in die Tiefe. Andreas Chance bis zum Eintreffen der Bergwacht ist damit um ein Vielfaches größer. Aus dem Helikopter steigend schließt er voller Schmerz Sebastians wartende Frau Julia in die Arme. Emilie indes packt Kisten und verkauft Möbel, denn die Zwangsversteigerung ihres Hofes steht unmittelbar bevor. Tobias Herbrechter hat sich inzwischen in die Machenschaften seines Vaters einbinden lassen, ohne jedoch zu überblicken, was da auf ihn zukommt. Bea hat ihre Kündigung vom Team der Bergwacht durchgezogen, da sie nicht mehr daran glaubt, dass Michael seine ewige Unentschlossenheit in den Griff bekommt. Gastdarsteller: Xaver Hutter als Sebastian Fechner, Eva-Maria Grein von Friedl als Julia Fechner, Siemen Rühaak als Berger, Peter Mitterrutzner als August Bichlmaier |           |                   |                        |               |                       |                                |                                           |                 |
| 10 | 6         | 11. November 2010 | Auf der Flucht         | Axel de Roche | Johannes Kirchlechner | Jens Maria Merz                | Eike Hosenfeld, Moritz Denis, Tim Stanzel | Uli Schön       |
| Andreas vermisst sein Handy. Er ahnt nicht, dass der aus der Haftanstalt entflohene Ronnie es aus seinem offenen Wagen entwendet hat, um mit seiner hochschwangeren Freundin Sylvie Kontakt aufzunehmen. Sylvie hat ihm geschrieben, dass sie keine Zukunft für sie beide sehe. Nach seinen verzweifelten Anrufen macht Sylvie sich auf den Weg, um zu Ronnie, der sich im Wald versteckt hält, zu gelangen. Emilie überwindet sich und versucht den Bürgermeister dazu zu bringen, ihr ihren Hof nun doch abzukaufen, um eine Zwangsversteigerung abzuwenden, bei der ihr außer Schulden nichts bleiben würde. Im Beisein seines Sohnes Tobias lügt Peter Herbrechter ihr jedoch frech ins Gesicht, wohl wissend, dass er mit dem geplanten Seilbahnprojekt Millionen verdienen kann. Tobias ist entsetzt über die Kaltherzigkeit seines Vaters. Da er das so nicht akzeptieren kann, nimmt er bei der Bank einen Kredit über 200.000 Euro auf und versteckt das Geld in einer Kiste mit Sachen, die Stefan gehören und die Emilie gleich noch aus der Bergretter-Station abholen will. 200.000 Euro sind genau der Betrag, über den Emilies Mann Stefan einen Kredit aufgenommen hatte und die nach seinem Tod unauffindbar blieben. Sylvies Mutter Daniela macht sich Sorgen, als Sylvie am anderen Morgen verschwunden ist. Sylvie, die zur Hütte unterwegs ist, in der sie ihren Freund glaubt, bekommt jedoch plötzlich heftige Schmerzen und rollt sodann ein gutes Stück einen felsigen Abhang hinunter, ehe sie mit abgeschürftem Knie und einer Wunde am Kopf zum Liegen kommt. Daniela hat inzwischen die Bergwacht informiert, die sich auf die Suche nach der Schwangeren macht und ihren Freund sichtet, der aufgeregt auf sich aufmerksam macht. Die Bergung Sylvies verkompliziert sich jedoch, als ihre Fruchtblase platzt und sie meint, ihre Hebamme Bea habe gesagt, sie dürfe dann nicht mehr bewegt werden, das gefährde das Kind. Michael schafft Bea herbei, die der Situation, im Gegensatz zu den Männern, gewachsen ist. Mutter und Kind werden im Hubschrauber abtransportiert. Ronnie will sich der Polizei stellen, denn seine Tochter solle einmal stolz auf ihn sein. Emilie hat inzwischen in der Kiste mit Sachen ihres Mannes, die sie aus der Bergretter-Station abgeholt hat, das Geld entdeckt und nimmt wie selbstverständlich an, dass es sich um die verschwundenen 200.000 Euro handelt. Freudestrahlend eilt sie damit zur Bank und kann Andreas wenig später verkünden, dass der Hof nun ihr gehöre. Als alle das unverhoffte Glück auf dem Hof feiern, verkündet Bea, dass sie wieder bei der Bergwacht einsteige, während Emilie, die schwanger ist, sich plötzlich an den Bauch greift und zusammenbricht. Gastdarsteller: Joana Mendl-Fink als Sylvie, Marlon Kittel als Ronnie, Carolin Fink als Daniela, Alexa Wiegandt als Bankangestellte |           |                   |                        |               |                       |                                |                                           |                 |
| 11 | 7         | 18. November 2010 | Der verlorene Sohn     | Axel de Roche | Johannes Kirchlechner | Jürgen Werner                  | Eike Hosenfeld, Moritz Denis, Tim Stanzel | Uli Schön       |
| Ronald Gärtner und Florian Brenner wollen einen Rekordversuch auf einem besonders schwierigen Klettersteig bewältigen. Da Andreas Marthaler und sein verstorbener Freund Stefan Hofer die amtierenden Rekordhalter sind, hilft Andreas den beiden bei den Vorbereitungen. Es gibt jedoch ein Ereignis aus der Vergangenheit, das Florian immer wieder einholt. Bei einer Klettertour hat er seinen Freund Thomas Steiner verloren, dessen Vater Ludwig bis heute nicht damit klarkommt, dass sein Sohn nicht mehr da ist. Auch Florian kann sich nicht wirklich von diesem schlimmen Ereignis befreien, obwohl ihn keine Schuld trifft. Als Ludwig Steiner die Nachricht bekommt, dass man seinen Sohn, den das Eis bisher nicht freigegeben hatte, gefunden hat und ihm ein Foto übermittelt, glaubt er zu erkennen, dass Florian ihn angelogen hat und Thomas doch hätte retten können. Er betrinkt sich und manipuliert in seiner blinden Wut das Kletterseil, das Florian zusammen mit Ronald für seinen Rekordversuch benutzen wird, wohl wissend, dass er die beiden jungen Männer damit in Lebensgefahr bringt. Andreas kann Ludwig jedoch aufgrund von Nachforschungen, die er angestellt hat, beweisen, dass Florian die Wahrheit gesagt hat. Daraufhin gesteht der alte Mann ihm, was er getan hat. Sozusagen im letzten Moment gelingt es der Bergwacht und vor allem Andreas, einen Absturz der jungen Kletterer zu verhindern. Sich seiner Schuld bewusst erscheint auch Ludwig am Fuß des Berges, um sich zu entschuldigen. Nach kurzem Zögern reicht Florian ihm die Hand. Sarah muss indes erkennen, dass Andreas nie ganz bei ihr sein wird, wenn sie ihn jetzt dazu bringt, mit ihr nach Amerika zu gehen. Seine Heimat ist Ramsau und die Menschen dort liegen ihm viel mehr am Herzen, als er es sich wohl selbst eingestehen will. Sie zieht daraus die für sie einzige Konsequenz und beendet ihr Verhältnis mit Andreas. Gerade als Emilie, die aufgrund ihres Zusammenbruchs einige Tage im Krankenhaus war, wieder auf dem Hof eintrifft, fährt Sarahs Auto an ihr vorbei. Gastdarsteller: Sebastian Feicht als Florian Brenner, Gabriel Raab als Ronald Gärtner, Heinz-Josef Braun als Ludwig Steiner, Siemen Rühaak als Berger |           |                   |                        |               |                       |                                |                                           |                 |
| 12 | 8         | 25. November 2010 | Bruchlandung           | Axel de Roche | Johannes Kirchlechner | Uta Delbridge, Jens Maria Merz | Eike Hosenfeld, Moritz Denis, Tim Stanzel | Uschi Born      |
| Andreas Marthaler und sein Kollege von der Bergwacht Tobias Herbrechter, die damit beschäftigt sind, eine Hangabsprerrung zu erneuern, beobachten den Absturz einer Propellermaschine sozusagen aus nächster Nähe. Sofort machen sie sich zur Absturzstelle auf, nachdem sie zuvor ihre Kollegen von der Bergwacht informiert haben. Andreas und Tobias finden einen älteren Mann, der aus der Maschine geschleudert zu sein scheint, und verletzt und bewusstlos ist. Eine rote Damenhandtasche in der Maschine gibt den Männern Rätsel auf, da weit und breit kein weiterer Passagier zu finden ist. Bei dem Verunglückten handelt es sich um den Schuhfabrikanten Anton Bremer, dessen Sohn Peter man benachrichtigt. Da man in der Maschine in der Damenhandtasche auch ein Insulinbesteck gefunden hat, fragt Andreas Peter, ob sein Vater Diabetiker sei. Er verneint das, erzählt aber, dass das auf seine Frau Carola zutreffe. Carola sei jedoch wegen eines wichtigen Termins in München. Carola irrt derweil mit einem Koffer voller Geld und barfuß durch unwegsames Gelände. Als sie ausrutscht, entgleitet ihr der Koffer, öffnet sich, und das Geld verteilt sich rings um die Absturzstelle. Da Peter Bremer inzwischen doch glaubt, seine Frau könne in der Maschine gewesen sein, bittet er Andreas mit der Bergwacht nach ihr zu suchen. Bea entdeckt als erste Geldscheine und ruft ihre Kollegen hinzu. Andreas übernimmt es, mit Peter zu sprechen. Die Nachrichten, die Peter auf Carolas Handy entdeckt, sind eindeutig, seine Frau hat ihn mit seinem Vater betrogen. Beide wollten sich mit einer halben Million, die sie der in Schieflage geratenen Firma entzogen hatten, ins italienische Portofino absetzen. Kurz darauf findet man Carola, die inzwischen aufgrund des Insulinmangels bewusstlos ist, und bringt sie ebenfalls ins Krankenhaus. Emilie ist zurück aus dem Krankenhaus und freut sich auf ihr drittes Kind, zudem kommt ihr eine Idee, wie sie zusätzlich etwas verdienen könnte, nämlich indem sie selbst wertvolles Kürbiskernöl presst. Andreas hingegen leidet ziemlich unter der Trennung von Sarah, weiß aber momentan nicht so recht, was er eigentlich wirklich will. Das führt auch dazu, dass er sich in einer besonderen Situation dazu hinreißen lässt, Emilies Kuss zu erwidern. Peter Herbrechter hingegen befürchtet, dass er Konkurs anmelden muss, wenn nicht ein Wunder geschieht, zu sehr hat er sich in Abhängigkeit zu Berger begeben, der ihn nun fallen lässt, nachdem das Seilbahnprojekt geplatzt ist. Tobias sieht mit Sorge, was er indirekt mit seiner Hilfe für Emilie angerichtet hat. Dass sein Vater jahrelang die Bücher des Hotels geschönt hat, kommt erschwerend zu der jetzt kritischen Situation hinzu. Gastdarsteller: Raphaël Vogt als Peter Bremer Ivana Kansy als Carola, Ralph Schicha als Anton Bremer, Thomas Landl |           |                   |                        |               |                       |                                |                                           |                 |
| 13 | 9         | 02. Dezember 2010 | Spurlos verschwunden   | Dirk Pientka  | Tobias Platow         | Heiko Zupke, Grethe Karfiol    | Eike Hosenfeld, Moritz Denis, Tim Stanzel | Christian Bolik |
| Andreas Marthaler ist allein auf dem Gipfel des Dachsteins, wo sich das Kreuz zum Gedenken an seinen abgestürzten Freund Stefan Hofer befindet. Er sucht das Zwiegespräch mit dem Freund, dessen Tod auch sein Leben auf den Kopf gestellt hat, und der ihm ein solches Chaos hinterlassen habe. Beim Abstieg trifft Andreas einige junge Mountainbiker und spricht kurz mit einer jungen Frau, die wenig später stürzt. Da sie die letzte ihrer Gruppe bildete, bemerken die anderen ihr Fehlen nicht unmittelbar. Sebastian Krassner, ein Servicetechniker der Seilbahn, bekommt den Sturz mit und will gerade übers Handy Hilfe herbeiholen, als die junge Frau ihren Namen nennt: Jenny Steinhöfel. Sein Reaktion auf diese Eröffnung ist mehr als seltsam, er will wissen, ob Jennys Vater Robert heißt, was sie bejaht. Jennys Vater wartet im Tal vergeblich auf seine Tochter und fängt an, sich Sorgen zu machen, weshalb er sich an die Bergwacht wendet. Jenny, die ohnmächtig geworden war, findet sich beim Erwachen gefesselt und geknebelt in einem verdunkelten Raum wieder. Die Männer fliegen die Strecke mit dem Helikopter ab, können Jenny aber nicht sichten. Jennys Eltern wiederum freuen sich zu früh, als sie bei ihrer Heimkehr plötzlich Jennys Fahrrad entdecken, denn von ihrer Tochter fehlt nach wie vor jede Spur. Während die Mitglieder der Bergwacht zu Fuß nach Jenny suchen, erfährt diese von Krassner, warum er sie im Technikraum der Seilbahnstation gefangen hält. Er glaubt, dass ihr Vater seine Tochter Lara auf dem Gewissen hat; sie sei ihm auf dem Operationstisch verblutet. In einem Gespräch der Männer der Bergwacht fällt der Name Kastner, den Jennys Vater aufschnappt. Er sucht Kastner daraufhin auf, der jedoch nicht mit ihm sprechen will. Durch ein Fenster beobachtet er, wie dieser Verbandsmaterial und Getränke in einem Rucksack verstaut, und folgt ihm daraufhin. Inzwischen ist Jenny in einem unbeobachteten Moment weggelaufen, muss aber auf einem Felsvorsprung aufgeben. Krassner hat sie eingeholt. Inzwischen ist auch Robert Steinhöfel da. Ein Zweikampf der Männer endet für den Arzt fast tödlich, hätte Krassner sich nicht doch überwunden und Robert Steinhöfel, der an einer Steilwand abzustürzen drohte, bis zur Hilfe durch die Bergwacht gemeinsam mit Jenny festgehalten. Da das Hotel von Peter Herbrechter vor dem Konkurs steht, stimmt dieser schweren Herzen dem Plan seines Sohnes Tobias zu, der Sarah Kraus dazu gebracht hat, ihren Vater, einen vermögenden Unternehmer, um Hilfe zu bitten und sich mit seiner Holding eventuell an dem Hotel beteiligen will. Sarah soll ihm zuvor jedoch einen Augenzeugen-Bericht übermitteln. Gastdarsteller: Johannes Zeiler als Sebastian Krassner, Peter Kremer als Robert Steinhöfel Xenia Georgia Assenza als Jenny Steinhöfel, Isabel Mergl als Claudia Steinhöfel, Ulrich von Dobschütz als Penionsgast Rose |           |                   |                        |               |                       |                                |                                           |                 |
| 14 | 10        | 09. Dezember 2010 | Gefährliche Affäre     | Dirk Pientka  | Tobias Platow         | Heiko Zupke                    | Eike Hosenfeld, Moritz Denis, Tim Stanzel | Christian Bolik |
| Andreas Marthaler hat sich nun doch dazu entschlossen, sich seinen Traum zu erfüllen, den K2 im Himalaya zu bezwingen, an dem er schon einmal gescheitert ist. Allerdings braucht er noch einen Sponsor für die kostenintensive Tour. Sein alter Freund Moritz, der schon an Andreas’ Buchprojekten finanziell beteiligt war, signalisiert ihm eine Zusage, die er jedoch noch mit seiner Frau Sybille abklären muss, sie ist Inhaberin der von ihrem Vater geerbten Sportfirma, die das Paar führt. Moritz hat ein Verhältnis mit Laura, der Frau von Ralf, des Prokuristen der Sportfirma, was dieser jedoch nicht weiß. Beide sind mit nach Ramsau gekommen und zusammen mit Andreas auf einer Bergtour. Während Andreas abends wieder absteigt, übernachten die drei auf einer Hütte und planen den Abstieg am nächsten Morgen. Laura bereut es inzwischen, sich auf Moritz eingelassen zu haben und wehrt seine weiteren Annäherungsversuche ab. Ralf bekommt einen dieser Versuche mit und deutet das falsch. Enttäuscht und wütend will läuft er davon. Moritz läuft ihm hinterher. Als Ralf ihm droht, seiner Frau Sybille alles zu sagen, auch dass er Schwarzgeld bunkert, kommt es zu einem Kampf zwischen beiden. Da dieser auf einem Felsvorsprung stattfindet, versucht Ralf, sich am Gurt von Moritz festzuhalten. Entgeistert muss er erleben, dass dieser die Sicherung des Gurtes löst, woraufhin Ralf abstürzt. Ein aus einem Felsen vorspringender Baum, an den er sich voller Angst klammert, hält seinen Fall auf. Er schafft es sich bis ans Ende des Stammes zurückzuziehen, sodass der Felsvorsprung ihn verdeckt. Laut ruft er um Hilfe, was wiederum Moritz hört, der daraufhin einen großen Felsbrocken in die Tiefe wirft in der Hoffnung, dass dieser Ralf endgültig in die Tiefe reißt. Andreas und seine Kollegen vereiteln jedoch auch seinen weiteren Plan, es noch einmal zu versuchen, Ralf loszuwerden, als er in aller Frühe allein aufbricht zu der Stelle, wo er Ralf weiß. Moritz ist dabei selbst auf die Hilfe der Bergwacht angewiesen und muss aus einer brenzligen Situation gerettet werden. Für Andreas ist es klar, dass er ein Sponsoring durch Moritz nun auf keinen Fall mehr will. Auf Tobias Frage, was er nun machen wolle, antwortet er lapidar, der K2 müsse wohl noch einige Zeit auf ihn warten. Tobias hat allerdings auch eine überraschende Nachricht für Andreas, er erläutert ihm, dass Sarah nicht wegen Andreas in Ramsau sei, sondern plane, als Geschäftsführerin ins Hotel seines Vaters einzusteigen. Gastdarsteller: Ole Puppe als Moritz, Christof Arnold als Ralf, Jessica McIntyre als Laura, Christina Rainer als Sybille, Ulrich von Dobschütz als Penionsgast Rose |           |                   |                        |               |                       |                                |                                           |                 |
| 15 | 11        | 16. Dezember 2010 | Brautflucht            | Dirk Pientka  | Tobias Platow         | Stefani Straka                 | Eike Hosenfeld, Moritz Denis, Tim Stanzel | Uli Schön       |
| Beas Freundin Susanne Heidinger will mit ihrem Bräutigam Philipp in einer idyllisch gelegenen Bergkapelle heiraten. Ein Wertmutstropfen für die Braut ist, dass ihr Vater Lorenz mit ihrer Wahl nicht einverstanden ist. Nachdem Bea Susanne auf deren Bitte hin kurz allein lässt, ist sie beim nächsten Nachschauen verschwunden. Im Wald wird ihr Schleier gefunden, woraufhin Bea Andreas um Hilfe bittet. Andreas vermutet, dass Susanne sich extra versteckt hält und sucht ihren Vater auf, der scheint jedoch wenig besorgt, sondern freut sich im Gegenteil, dass seine Tochter die Hochzeit hat platzen lassen. Susanne taucht am anderen Tag von allein wieder im Hotel der Herbrechters auf. Sie macht sich aber große Sorgen, als sie hört, dass Philipp zu ihrem Vater gegangen ist, da die beiden Männer sich nicht ausstehen können. Auf ihrer Tour in den Bergen kommt es dann tatsächlich zu einer dramatischen Situation, als Lorenz in einem steilen Gebiet abstürzt und Philipp ihm nachklettert, um den am Kopf blutenden festzuhalten, damit er nicht noch tiefer abrutscht. Zum Glück hört Andreas, der von Susanne alarmiert worden ist, Philipps Hilfeschreie und leitet ihn an, nach oben zu klettern, wo er Empfang hat, um die Bergwacht zu alarmieren, während er bei dem verletzten Lorenz bleibt, den er allein nicht bergen kann. Nachdem man Lorenz in Krankenhaus geschafft hat, bekommt Susanne die Nachricht, dass ihr Vater zwar viel Blut verloren habe, es aber schaffen werde. Andreas bekommt überraschend Besuch von Peter Herbrechter, der ihm mitteilt, dass die Stadt Ramsau das Sponsoring für seine Expedition auf den K2 übernehmen werde, wenn er sich im Gegenzug als Werbeträger für Ramsau zur Verfügung stelle. Bedanken solle er sich aber nicht bei ihm, die Idee stamme von Sarah. Emilie, die bei dem Gespräch zugegen ist, sieht nicht so aus, als freue sie sich über diese Nachricht. Bea hatte sie erzählt, dass Andreas und sie eine gemeinsame Nacht verbracht hätten und anklingen lassen, dass sie mehr für ihn empfinde als nur Freundschaft. Gastdarsteller: Judith Richter als Susanne Heidinger, Philipp Baltus als Philipp, Hans Stadlbauer als Lorenz Heidinger, Martin Strele |           |                   |                        |               |                       |                                |                                           |                 |
| 16 | 12        | 23. Dezember 2010 | Nur die Hoffnung zählt | Dirk Pientka  | Tobias Platow         | Jens Maria Merz                | Eike Hosenfeld, Moritz Denis, Tim Stanzel | Christian Bolik |
| Andreas Marthaler findet keine Erklärung dafür, warum ausgerechnet Sarah, die ihre Beziehung zu ihm beendet hat, sich für ihn bei Bürgermeister Herbrechter eingesetzt hat, damit die Stadt Ramsau seine Expedition auf den K2 finanziert. Verbunden damit ist, dass Andreas sich für seinen Heimatort und auch für Herbrechters Hotel als Werbeträger zur Verfügung stellt. Emilie Hofers Sohn Lukas und seine Freunde Peter und Tommi spielen am nahegelegenen Wildbach, obwohl ihnen bewusst ist, dass sie hier eigentlich nicht spielen dürfen. Tommi versucht auch, seine Freunde dazu zu bringen, nach Hause zu gehen. Sie wollen jedoch nicht auf ihn hören und Peter meint sogar, er sei ein Feigling. Urplötzlich verliert Tommi, der auf einer kleinen Brücke steht, den Halt und fällt in das tosende, eiskalte Gewässer, von dem er sofort mitgerissen wird. Lukas rennt in panischem Schrecken nach Hause, wo auch Tommis Eltern Bettina und Lutz zusammen mit seiner Mutter auf die Kinder warten. Emilie alarmiert sofort Andreas und seine Kollegen von der Bergwacht. Auch die örtliche Feuerwehr beteiligt sich an der nun stattfindenden Suchaktion. Von Tommi jedoch keine Spur. Die Eltern des Jungen haben erst vor wenigen Monaten ihre Tochter verloren, die auf einem See eingebrochen war und ertrunken ist, ohne dass ihr Vater sie hätte retten können. Lutz hat dieses Trauma, ebenso wie Bettina noch lange nicht überwunden. Peter Herbrechter hat inzwischen entdeckt, dass sein Sohn Tobias 200.000 Euro vom Firmenkonto abgehoben und, wie ihm schlagartig klar wird, wahrscheinlich an Emilie weitergegeben hat, womit er seinen eigenen Vater in schwere nicht nur finanzielle Nöte gebracht hat. Als er Tobias zur Rede stellen will, ist dieser jedoch gerade zu einem Einsatz der Bergwacht unterwegs und meint, er komme ja später wieder, dann könne man reden. Tobias ist wie Andreas und seine übrigen Bergwachtkollegen weiter auf der Suche nach Tommi, da sie das Kind auf keinen Fall aufgeben wollen. Bei ihrer Suche stoßen sie auf eine unbekannte Höhle, in die Tommi eventuell abgetrieben sein könnte. Andreas und Tobias wagen sich in das Labyrinth vor. Es ist feucht und muffig und die vielen Gänge sind voller Gefahren. Tatsächlich finden sie Tommi, der blutend in einer schwer zugänglichen Felsspalte gefangen ist. Die Bergung mittels einer Trage nach oben ist schon fast geglückt, als Tommis Vater, der unbedingt helfen wollte, so ungeschickt agiert, dass sie wieder ein Stück nach unten rutscht und Andreas, der von unten nachgeschoben hat, schlimm zu Fall bringt. Nachdem Tobias seinen Bergwachtkollegen nach oben gebracht hat, bringt Michael, der inzwischen benachrichtigt worden ist, Andreas, der schwer verletzt ist, ins Krankenhaus. Alle, auch Sarah, die an die Unglücksstelle geeilt ist, sind tief betroffen. Gastdarsteller: Timon Riedelbauch als Tommi, Stefan Gebelhoff als Lutz, Susanna Knechtl als Bettina, Luca Samuel Facklam als Peter, Thamara Barth als Frau Böblinger |           |                   |                        |               |                       |                                |                                           |                 |

## DVD-Veröffentlichung
Die dreiteilige DVD mit den zwölf Episoden der zweiten Staffel erschien am 3. Februar 2012 bei Universum Film und hat eine Spieldauer von 528 Minuten.